# Cercopis lineola
Cercopis lineola är en insektsart som beskrevs av Fabricius 1803. Cercopis lineola ingår i släktet Cercopis och familjen spottstritar. Inga underarter finns listade i Catalogue of Life.